# Будзан Антін Федорович
Антін Федорович Будза́н (27 серпня 1911, Лозівка — 6 жовтня 1982, Львів) — священник УГКЦ, український мистецтвознавець, кандидат мистецтвознавства з 1959 року, дослідник народного мистецтва й різьблення по дереву в Західній Україні; член Спілки художників України з 1960 року. Чоловік етнографа Катерини Матейко.

## Біографія
Народився 27 серпня 1911 року в селі Лозівці Збаразького повіту нині Тернопільського району Тернопільської області. Початкову школу закінчив у сусідньому селі Ободівці; від 1923 року — учень Тернопільської української гімназії. З 1933 по 1938 рік навчався у Греко-католицькій богословській академії у Львові. 1937 року, в часи літніх вакацій, брав участь в археологічних розкопках стародавнього Галича, очолюваних професором Ярославом Пастернаком. 1937 року взявся освоювати килимарство під керівництвом досвідченого майстра Дмитра Кравчука (килим роботи А. Будзана зберігається у Музеї етнографії та художнього промислу у Львові). У той час захопився збиранням фольклору, результатом цієї діяльності стали публікації: «Весілля в селі Лозівка», «Прислів'я та приказки с. Лозівка», описував ручні знаряддя праці для землі, фіксував матеріали про місцевих ткачів тощо. У 1938–1939 роках працював у комісії очолюваній професором Гавриїлом Костельником по вивченню феномену стигматиків Степана Навроцького, Насті Волошин та інше.
З приходом радянської влади у вересні 1939 року навчався на історичному факультеті Львівського університету Яна Казимира, працюючи одночасно лаборантом на кафедрі етнографії і етнології. 14 червня 1939 року захистив магістерську роботу з етнології ― «Монографія села Лозівка п. Збараж». На розкопках у Крилосі у липні 1940 року саме Антону Будзану пощастило знайти унікальну пам'ятку ― «золотий колт». Також у той час Антін Будзан співпрацював з музеєм етнографії Наукового товариства імені Тараса Шевченка. З благословення церковної єрархії для кращого дослідження стигматизації у 1941 році за стараннями Антона Будзана та Богдана Казимири до міста Львова переїхав стигматик Степан Навроцький. Вже після початку німецько-радянської війни, коли знову відродила свою діяльність Греко-Католицька Богословська Академія у Львові (у 1939–1941 роках вона не працювала), прийняв пропозицію ректора Йосифа Сліпого попрацювати в музеї Греко-католицької богословської академії у 1942–1945 роках. У 1943 році розпочав свою працю як викладач української мови в Малій Духовній семінарії. 12 липня 1943 року одружився з Катериною Матейко.
11 грудня 1944 року священниче рукоположення звершив над ним Митрополит Йосиф Сліпий. З огляду на початок ліквідаційних заходів УГКЦ з боку радянської влади о. Антін Будзан не отримав жодної парафії, Богослуження звершував вдома і тим самим це його врятувало від переслідувань. Тому він повернувся до другого свого життєвого покликання і захоплення — етнографічної справи.
Антін Будзан завдяки своїм науковим здібностям зумів заочно навчатися з 1947 по 1953 рік в Інституті живопису, скульптури й архітектури ім. І. Ю. Рєпіна в Ленінграді, одночасно працюючи в Національному музеї та Музеї художньої промисловості (з 1951 р. Музей етнографії та художнього промислу) у м. Львові., в якому пропрацював до самої смерті. У 1959 р. він успішно захистив дисертаційну роботу на тему «Народна різьба по дереву в Західних областях України XIX–ХХ ст.» у Московському університеті, отримавши науковий ступінь кандидата мистецтвознавства. Багато років працював у Художній раді з народного мистецтва Львівської організації Спілки художників УРСР (членом СХ СРСР він був з 1960 р.).

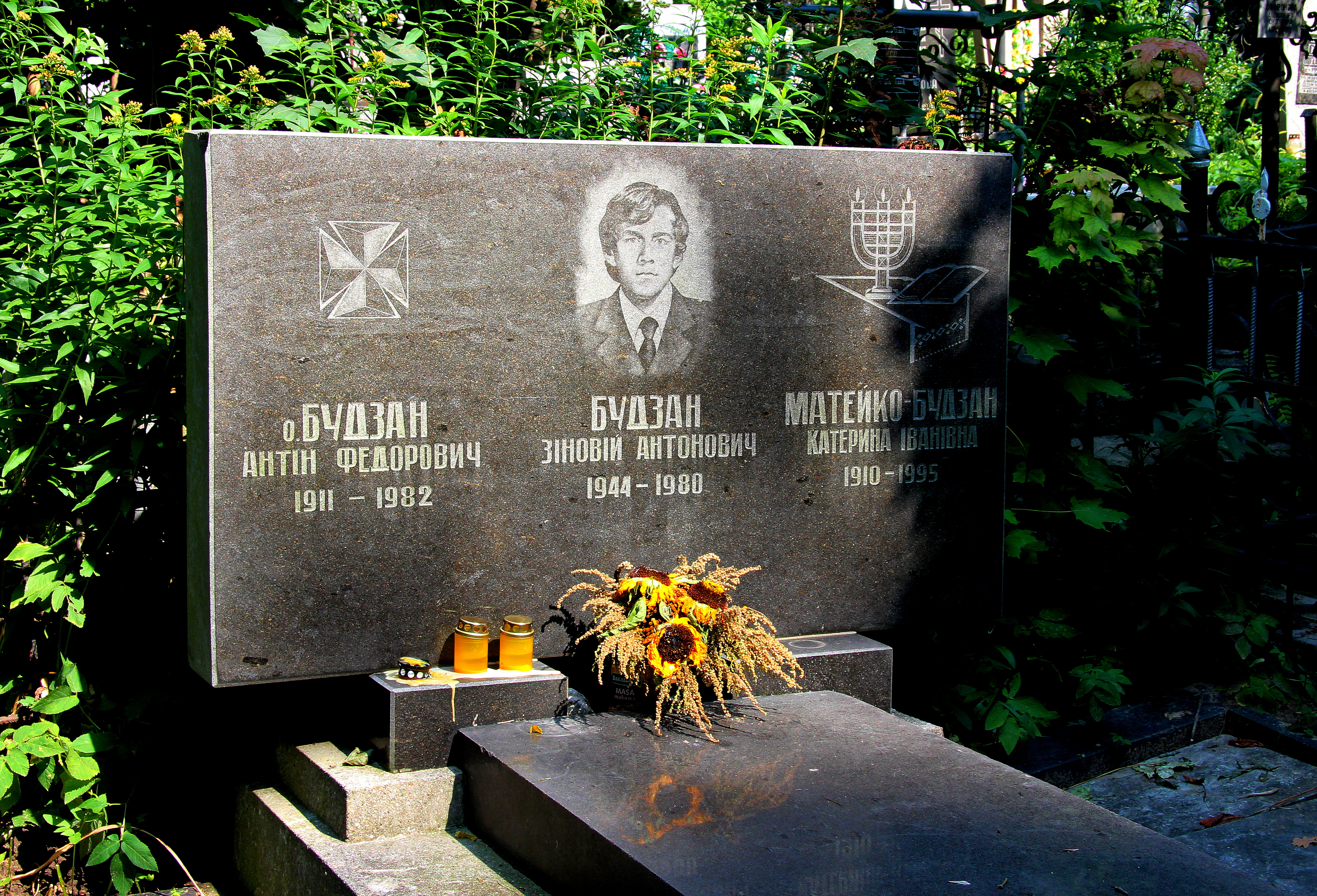
Надгробок Антона Будзана

Антін Федорович був одним із ініціаторів та засновників відділу народних художніх промислів (1979 р.) у Музеї етнографії та художнього промислу АН УРСР (тепер відділ народного мистецтва Інституту народознавства НАН України).
Помер 6 жовтня 1982 року у м. Львові, похований на 39 полі  Янівського цвинтаря.

## Дослідження
Антін Будзан є автором численних праць з різьбярства. Розпочав дослідження художнього спадку українських майстрів бісеру працею «Художні вироби з бісеру», яка досі залишається відправною точкою подальших досліджень.

## Публікації

### Книги
- «Різьба по дереву в західних областях України» — Київ: Видавництво АН УРСР, 1960. — 106 с.: іл.;
- «Довідник по фондах Українського державного музею етнографії та художнього промислу АН УРСР» (1958; у співавторстві);
- «Різьба по дереву. Роботи різьбярів Юри, Василя та Миколи Шкрібляків. Альбом» (1961);
- «Українське народне мистецтво. Різьблення та художній метал: Альбом» (1962, у співавторстві);
- «Історія українського мистецтва» (1969, у співавторстві);
- «Нариси з історії українського декоративно-прикладного мистецтва» (1971, у співавторстві);
- «Бойківщина» (1983, у співавторстві).

### Статті
- Резьба по дереву в западных областях Украины // Советская этнография. — М., 1954. — № 2. — С. 1 12—120;
- Українська народна різьба по дереву // Довідник по фондах Українського державного музею етнографії та художнього промислу АН УРСР. — К., 1956. — Вип. 1. — С. 7—22;
- Художня різьба по дереву артілі «Гуцульщина» в Косові, Станіславської області // Матеріали з етнографії та художнього промислу. — К., 1956. — Вип. 2. — С. 3—12;
- Різьбяр М. П. Тимків // Народна творчість та етнографія. — К., 1959. — № 4. — С. 83—90;
- До історії художньої обробки дерева на Україні // Матеріали з етнографії та мистецтвознавства. — К., 1961 . — Вип. 6. — С. 58— 66;
- Секція декоративного мистецтва // Красу в побут трудящих. — Львів, 1963. — С. 73—77;
- Яворівські різьбярі // Там само. — С. 65—72;
- Цікава знахідка архітектурної різьби XVI—XVII ст. // Народна творчість та етнографія. — 1963. — К 2. — С. 145;
- Різьбяр Йосип Станько // Там само. — 1964. — № 1 . — С. 66—67;
- На піднесенні // Там само. — № 5. — С. 37—45;
- Різьблення на дереві та рогові // Історія українського мистецтва. — К., 1968. — Т. 3. — С. 355—360;
- Українська кераміка за 50 років // Народна творчість та етнографія. — 1968. — № 1. — С. 102—103;
- Сучасний сувенір // Там само. — № 3. — С. 26—31;
- Яворівські мальовані скрині // Там само. — № 5 . — С. 49—53;
- Різьба по дереву // Нариси історії українського прикладного мистецтва. — Львів, 1969. — С. 10—11, 35—37, 75—81, 176—183;
- Різьблення на дереві // Історія українського мистецтва. — К., 1970. — Т. 4. — С. 357—369;
- Художні роботи Михайла Біласа // Народна творчість та етнографія. — 1971. — № 2. — С. 48—50;
- Невичерпне джерело художніх традицій // Там само. — 1973. — № 1. — С. 52—58;
- Українські народні скрині // Матеріали з етнографії та мистецтвознавства. — К., 1975. — С. 112—116;
- Художні вироби з бісеру // Народна творчість та етнографія. — 1976. — № 1. — С. 83;
- Народна кераміка з Миколаєва над Дністром // Там само. — № 6. — С. 94— 97;
- Народні художні промисли Бойківщини // Народні художні промисли України. — К., 1979. — С. 7—19;
- Вироби з дерева // Бойківщина: іст.-етногр. дослідж. — К., 1983. — С. 120—122;
- Господарсько-промислові виробництва // Там само. — С. 128—134;
- Поселення, садиби, житло // Там само. — С. 159—166;
- Господарські будівлі // Там само. — С. 169—173;
- Вироби з бісеру //Там само. — С. 280—281;
- Різьба по дереву // Там само. — С. 281—284.